# Бігдай Яким Дмитрович
 Яки́м Дми́трович Бігда́й (нар. 15 вересня 1855, Катеринодар — пом. 30 листопада 1909, Сухумі) — український композитор, фольклорист, режисер; статський радник.
Народився в місті Катеринодар. Закінчив юридичний факультет Одеського університету. В 1896 р. очолив Катеринодарський гурток шанувальників музики і драматичного мистецтва. Як режисер поставив українські опери «Різдвяна ніч», «Запорожець за Дунаєм» С. Гулака-Артемовського. Разом із П. Махровським написав музику до п'єси Я. Кухаренка «Чорноморський побит на Кубані в 1794—1796 рр.». Автор вокальних циклів «До Кобзаря» на вірші Тараса Шевченка, «Листи з Кубані» на вірші українських поетів. Головна праця — збірник «Пісні кубанських козаків» (1896—1901), який складався з 14 випусків загальною чисельністю 556 пісень. Разом з П. Махровським створив оперету «Чорноморський побит» за однойменною п'єсою Я. Кухаренка.